# Entodesma patagonicum
Entodesma patagonicum is een tweekleppigensoort uit de familie van de Lyonsiidae. De wetenschappelijke naam van de soort werd in 1846 voor het eerst geldig gepubliceerd door Alcide d'Orbigny.